# Монченко Роман Віталійович
Монченко Роман Віталійович (9 серпня 1964 — 2 січня 2020) — російський академічний веслувальник.
Бронзовий призер Олімпійських Ігор 1996 року в складі вісімки, учасник 1992 року.